# Шевченко, Сергей Тимофеевич
Сергей Тимофеевич Шевченко (5 октября 1908, Макеевка, Донецкая область — 200?, Киев) — украинский советский дипломат. Постоянный представитель Украинской ССР при Организации Объединенных Наций.

## Биография
Окончил Харьковский институт народного хозяйства, Институт красной профессуры при ВУЦИК (1937).
С 1937 года — начальник Управления руководящих кадров Народного комиссариата просвещения Украинской ССР.
С 1941 года — служба в РККА.
С 194? по 1946 год — заместитель начальника Политического отдела 3-й гвардейской танковой армии.
С 1946 года — в Киевском областном комитете КПУ.
С 1964 по 1968 год — постоянный представитель Украинской ССР при Организации Объединенных Наций.
В 1968 году, после неудачной пресс-конференции в честь 50-летия Украинской ССР, Сергей Шевченко покинул Нью-Йорк и на его место, но с высшим рангом посла, приехал Михаил Поляничко.